# Царевец (кораб)
„Царевец“ е първият български кораб от тип Ро-Ро (от англ.: Roll on - Roll off).

## История
Той е построен в град Малмьо, Швеция през 1980 под името "Скандинавия" като втори от три еднотипни кораба („Zenobia“, „Scandinavia“, „Ariadne“). Първоначалната концепция е товарен Ро-Ро кораб с места само за 175 пасажера. 
Доставен е на 17 март 1980 г. на Rederi Nordö, като заедно с останалите два кораба е обслужвал линията Копер (Словения, тогава Югославия) - Тартус (Сирия). На 7 юни 1980 г. корабът „Zenobia“, натоварен с над 100 тежкотоварни автомобила, потъва на първото си пътуване близо до Ларнака (Кипър). Като причини за потъването се спекулират грешки в софтуера или саботаж от Мосад/МИ6.
Скоро след това двата останали кораба, „Scandinavia“ и „Ariadne“, са продадени. Закупени са от "Международен транспорт" (СОМАТ) на 23 декември 1981-ва година и са преименувани съответно на „Царевец“ и „Трапезица“. В българския търговски флот „Царевец“ служи до 1988, като обслужва различни маршрути в Средиземно море, между Италия и Гърция, в Балтийско море и Северно море. Капитан на кораба е бил Живко Гаврилов и главен механик Димитър Христов. Продаден е на британска фирма, носил е имената "Фантазия", "Фиеста". За кратко служи в Африка, но само след няколко пътувания, поради проблеми с пиратството в региона, е пратен в Европа. Между юни 1989 г. и февруари 1990 г. е преустроен в пътнически ферибот. Плава в Ла манша (Дувър-Кале) под името "P&OSL Кентевъри". През 2005 г. в Гданск е ремонтиран основно и плава в Балтийско море под полски флаг с името „Вавел”, по линията Гданск – Нюнесхамн.
Корабът участва в снимките на серийния филм „Васко да Гама от село Рупча“.
Размерите му са били: дължина 164 метра и ширина 28 метра.

## Галерия
- Останките на потъналия кораб „Зенобия“, популярни сред гмуркачите, тъй като са в топли води и на дълбочина само около 43 м.
- Останките на потъналия кораб „Зенобия“